# Château de la Mothe-Chandeniers
Pour les articles homonymes, voir Château de la Mothe.
Le château de la Mothe-Chandeniers est situé sur la commune des Trois-Moutiers dans le nord du département de la Vienne, en région Nouvelle-Aquitaine.
Édifié vers le XIIIe siècle dans le Loudunais, en Anjou, il prend d'abord le nom de La Mothe-Bauçay (ou La Mothe-Baussay), du nom de la famille de Bauçay qui en est propriétaire. Au gré des héritages, le domaine échoit en 1448 à une branche de la maison de Rochechouart, aussi seigneur de Champdeniers,  l'un de ses représentants, François de Rochechouart, marquis de Chandeniers, accusé d'avoir participé à la Fronde, s'y installe en exil. Le faste qu'il y déploie le mène à la faillite personnelle, le domaine est vendu en 1668, mais cela donne son nom définitif au château. Dès lors il passe entre les mains de nombreuses familles françaises, nobles ou bourgeoise.
Embelli au début du XIXe siècle, le château est entièrement reconstruit dès le milieu des années 1850. Les alentours sont également aménagés de sorte que l'édifice est entouré d'eau, comme au château d'Azay-le-Rideau.
Très endommagé par un incendie en 1932, l'édifice se dégrade peu à peu et tombe en ruine, malgré les tentatives de restauration des propriétaires successifs.
En décembre 2017, le château est racheté par des milliers d'internautes, au terme d'une campagne de financement lancée à l'initiative de Dartagnans et Adopte un Château, qui a largement dépassé les frontières de la France. Il est dorénavant la propriété de la « SAS Château de la Mothe-Chandeniers », qui réunit les nombreux propriétaires, dont les objectifs principaux sont de stopper la dégradation de l'édifice et d'exploiter le château, les dépendances ainsi que le domaine d'une superficie de 2,1 hectares.

## Historique

### Les origines
Construit vraisemblablement vers le XIIIe siècle, l'édifice est d'abord appelé château de la Mothe de Bauçay (ou Baussay). Il était la propriété de la famille de Bauçay, l'une des plus anciennes familles de la région. Au cours de la guerre de Cent Ans, les Anglais s'emparent plusieurs fois du château qui est à chaque fois repris par les armées françaises. Mécontent de la mauvaise défense du fort, Charles V confisque la seigneurie à Amaury de Bauçay et la donne en 1371 à Guillaume Le Cuens. Le fief est finalement rendu à son fils, Jean de Bauçay. Au XVe siècle, Marie de Bauçay apporte le château en dot à Guillaume de Chaunay, seigneur de Champdeniers. Les seigneuries passent en 1448 à la maison de Rochechouart lorsque leur petite-fille, Anne de Chaunay, se marie à Jean, formant ainsi la branche des Rochechouart-Chandeniers. Dès lors, l'édifice est conjointement nommé La Mothe-Bauçay et La Mothe-Chandeniers jusqu'en 1624, date à laquelle il conserve définitivement la seconde dénomination.

### Splendeurs et déboires
Le domaine reste pendant plus de deux siècles dans la famille de Rochechouart, dont plusieurs membres naissent au château.
Suspecté d'avoir pris parti pour la Fronde du fait de son amitié avec le cardinal de Retz, François de Rochechouart, marquis de Chandeniers, est définitivement exilé de la Cour en 1655. Après deux ans d’emprisonnement, il s'installe au château de la Mothe-Baussay et en fait un lieu faste et incontournable qui porte désormais son nom. À l'issue d'une visite en 1657, le poète Léonard Frizon témoigne de la richesse du domaine dans un poème intitulé Motha Candeneria : statues de marbre et meubles précieux, chevaux de race rares, théâtre et pyramide dans les jardins. Il écrit :

« Partout la richesse, le luxe et le goût offrent une splendeur véritablement royale »

— Léonard Frizon
François de Rochechouart ne peut cependant pas maintenir ce train de vie. En faillite personnelle, il abandonne La Mothe-Chandeniers à ses créanciers en 1668. Sa sœur Marie le rachète, puis le cède en 1685 à Nicolas de Lamoignon, seigneur de Basville, qui obtient son érection en marquisat en 1700. Son fils Guillaume-Urbain de Lamoignon hérite de ses biens ; lors de son mariage en 1695, La Mothe est estimé à 40 000 livres. Le 23 avril 1766, le domaine est attribué par licitation à son gendre René-Charles de Maupeou, futur vice-chancelier et garde des Sceaux de France ; sa fille Marie de Lamoignon cèdera sa part en 1781 aux Maupeou. Réunie à la baronnie de Curçay, aux seigneuries de Baussay et de Beuxes, La Mothe est érigée en marquisat, par lettres patentes de juillet 1767 enregistrées au Parlement le 13 août, en faveur du fils de René-Charles de Maupeou, René-Nicolas de Maupeou. Par lettres patentes de mai 1771, Louis XV décrète que le marquisat de La Mothe relèvera juridiquement de la tour du Louvre, où René-Nicolas de Maupeou, alors chancelier de France, rendra hommage au roi. Il récupère la part d'Antoine-Jean de Gagne de Périgny en 1781.
François Hennecart, riche entrepreneur parisien, achète le château en 1809 et le fait restaurer en conservant une partie de l'édifice médiéval. Il aménage également les alentours : il y fait notamment planter un vignoble, creuser des canaux ou tracer des allées. Sa fille Alexandrine Hennecart, mariée à Jacques Ardoin, en hérite puis le lègue à sa troisième fille, Marie Ardoin, qui épouse en 1857 le baron Edgard Lejeune, fils de Louis-François Lejeune. 
Le château est intégralement reconstruit dès le milieu des années 1850 par un jeune architecte parisien : Adolphe Gaumont, identifié par Grégory Vouhé. Gaumont s'inspire des châteaux de la Loire notamment celui de Blois ou d'Azay-le-Rideau, dont on retrouve l'idée d'un plan d'eau entourant l'édifice. Le style puise volontairement dans le néogothique et le goût romantique amorcé par Louis II de Bavière.

Le château avant l'incendie
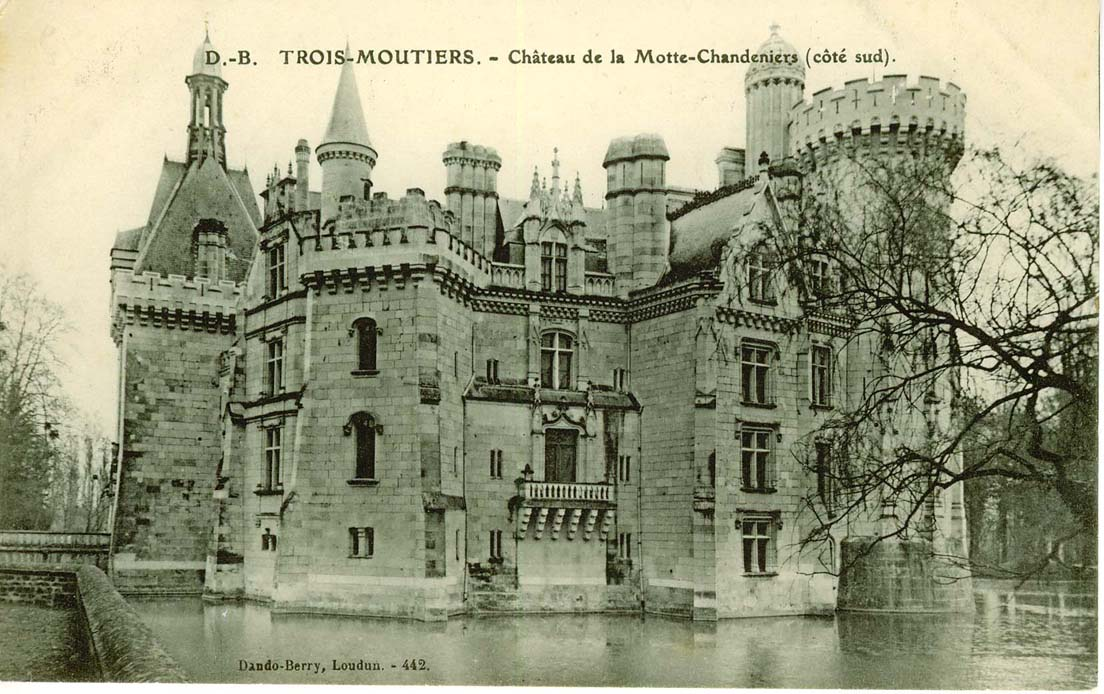
Côté sud.
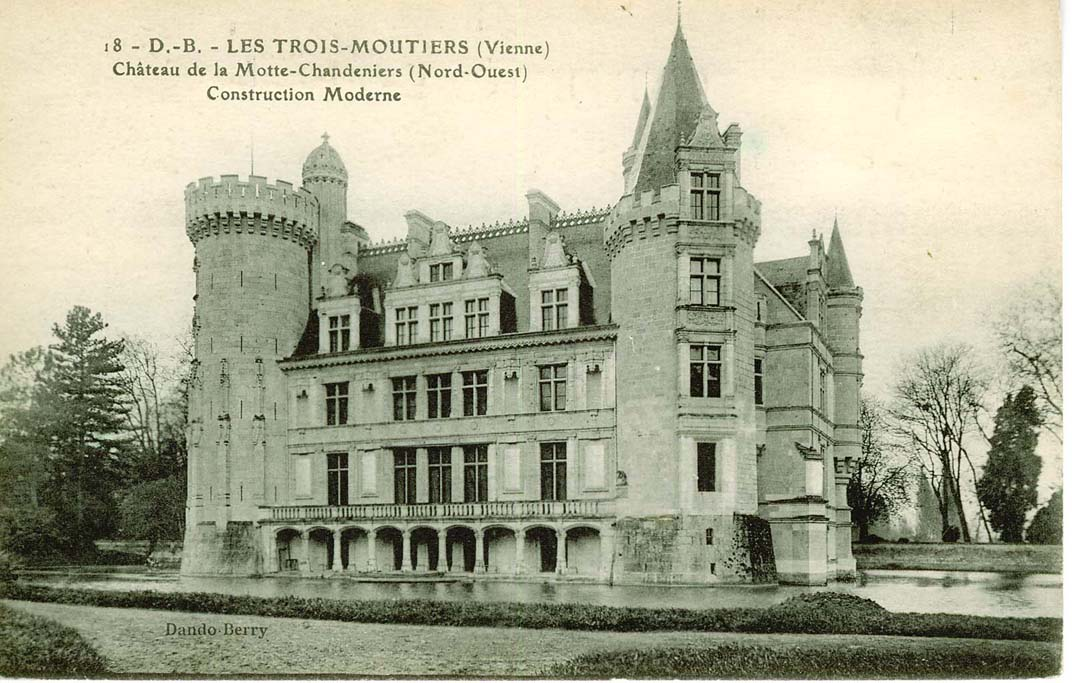
Côté nord-ouest.
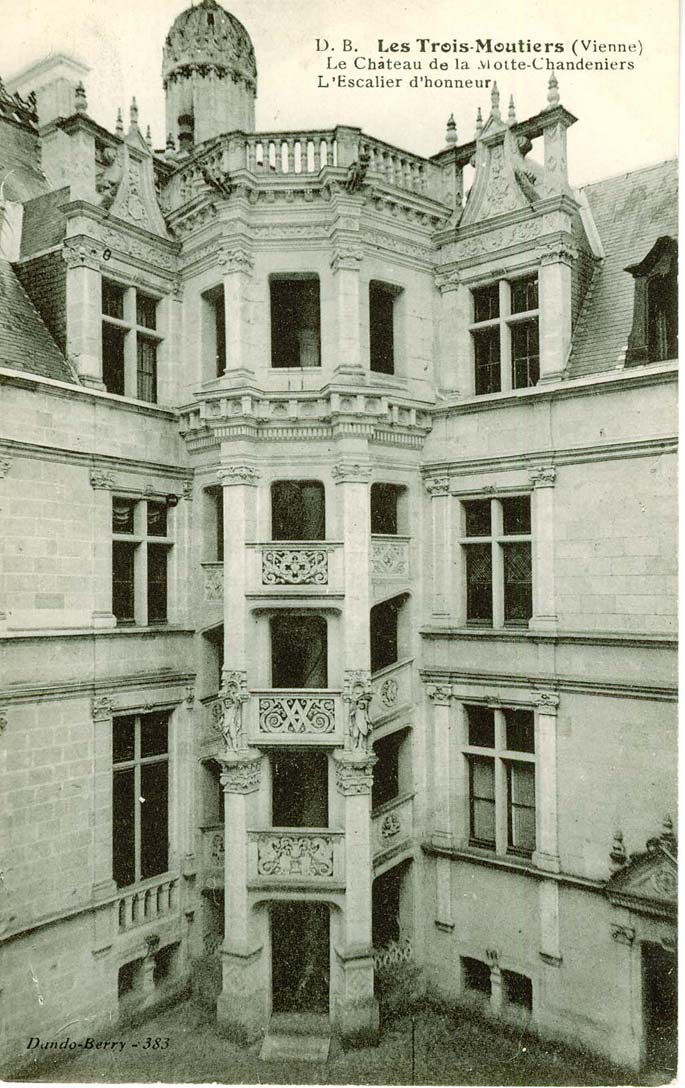
L'escalier d'honneur.
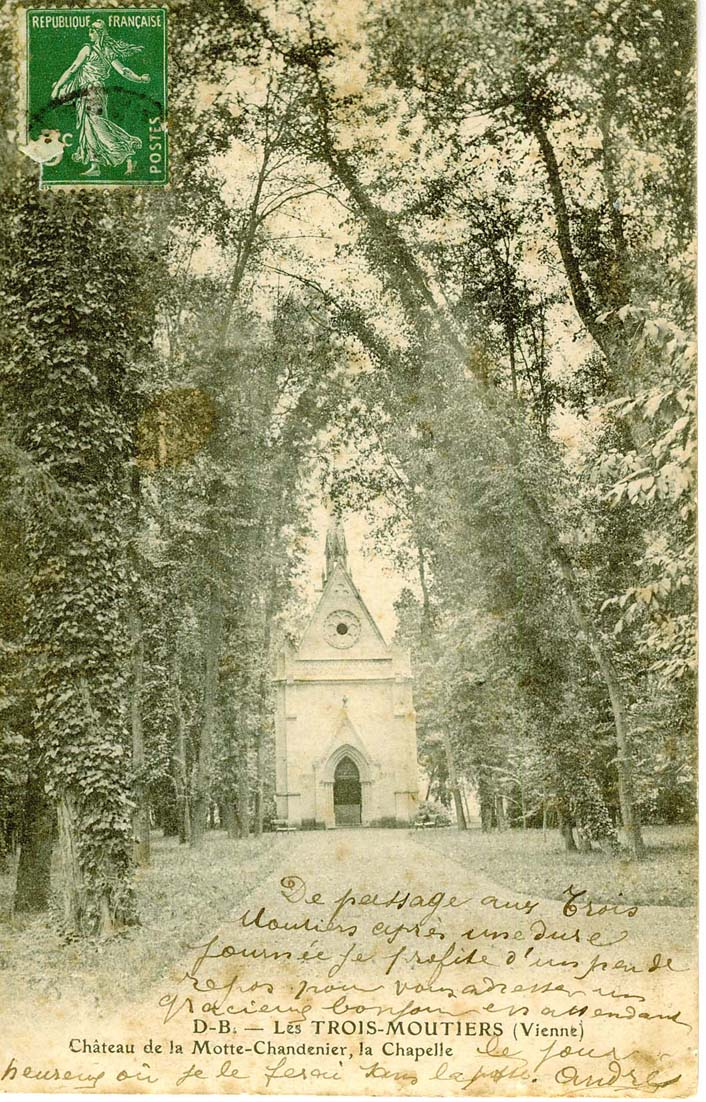
La chapelle.

Le 13 mars 1932, alors que le baron Lejeune vient d'y faire installer le chauffage central, un violent incendie se déclare. Les pompiers, venus de toute la région, ne peuvent éviter le désastre. Seuls la chapelle, les dépendances et le pigeonnier sont épargnés. Les pertes sont considérables et se chiffrent à plusieurs millions d'après les journaux qui relatent le fait divers, comme Le Figaro ou L'Ouest-Éclair :

« Des tapisseries de grande valeur, des objets rares, des tableaux précieux et une bibliothèque importante ont été, outre les bâtiments de style Renaissance, la proie des flammes. »

— L'Ouest-Éclair
En 1963, après la guerre d'Algérie, l'industriel à la retraite Jules Cavroy rachète le domaine (deux mille hectares, dont mille deux cents en forêt et huit cents en terre agricole) à la veuve du 4e baron Lejeune. Des rapatriés d'Algérie exploitent les terres de la Mothe (cinq cent cinquante hectares autour des ruines du château), qu'un mémoire d'histoire cite comme une exploitation pilote[réf. à confirmer]. Au début des années 1980, le Crédit lyonnais rachète les bois avant de les vendre en différents lots à plusieurs propriétaires[réf. nécessaire].
Dans les années 1980, le château est racheté par un ancien professeur de mathématiques qui tente de le sauver, en vain. La nature reprend ses droits dans les ruines laissées à l'abandon.

### Renaissance
En avril 2016, une association est créée pour tenter de sauver le château de l'anéantissement et valoriser le site. À l'époque, il est envisagé de proposer un bail emphytéotique au propriétaire des ruines.
Les bois voisins de la propriété accueillent un village de vacances Center Parcs. En novembre 2016, le groupe Pierre & Vacances-Center Parcs a annoncé, par l'intermédiaire de son directeur des grands projets Éric Magnier, vouloir racheter le château et ses abords. Le projet ne prévoit pas de reconstruire le château, mais la consolidation de la ruine pour l'ouvrir à la visite, l'aménagement des jardins et l'installation d'un parc animalier. Cela ne semble pas aboutir, car la date de la promesse d'achat est dépassée.

#### Première campagne

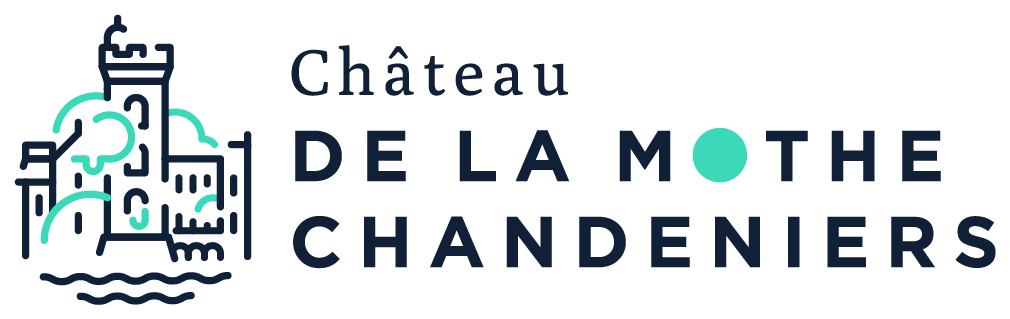
Logo de la SAS du château de la Mothe-Chandeniers.

En 2017, Dartagnans et Adopte un château offrent la possibilité, grâce au financement participatif, de devenir les futurs copropriétaires du château. Le prix d'achat du château est de 500 000 euros, somme atteinte le 1er décembre 2017. Le projet dépasse le million d'euros le 8 décembre 2017. La campagne de récolte de fonds se clôture le 25 décembre 2017 au soir avec plus de 1 617 000 euros et 18 558 contributeurs de 115 pays. L'argent collecté (au-delà de l’investissement immobilier avec l'achat des murs) doit servir aux premiers travaux de sécurisation et de rénovation du site. Début 2018, une société par actions simplifiée (SAS) est créée dans laquelle chaque donateur peut devenir actionnaire en fonction des parts qu'il a achetées. Le château de la Mothe-Chandeniers est désormais la plus grande copropriété du monde.

#### Seconde campagne
En mai 2018, une consultation est organisée afin de recueillir l'avis des copropriétaires sur une possible extension du domaine et ses modalités. L'initiative est approuvée par une large majorité et une nouvelle campagne, réservée seulement aux personnes ayant participé à la précédente campagne est ouverte pour l'achat de la chapelle, d'une partie du parc d'une superficie de 2,1 hectares et plusieurs dépendances. Elle se termine en juin 2018 avec plus de 474 000 euros récoltés.

#### Troisième campagne
En décembre 2020, une troisième campagne est lancée.

### Ouverture au public et premiers travaux de restauration
À la suite de l'acquisition du parc, une ouverture au public est rendue possible dès la fin juin 2018, mais seulement pour le domaine.
Une étude préalable, menée par une équipe d'architectes, a permis d'identifier les risques, les urgences et définir un programme de travaux. La durée de l'ensemble du chantier est estimée à 7 ans. Les premiers travaux sur le château ont commencé en janvier 2019 après un vote des actionnaires. Avec un budget prévisionnel de 850 000 euros, la phase 1 est consacrée à la mise en sécurité et consolidation de première urgence, notamment de la cour d'honneur, ainsi que la restauration de la tour de l’horloge et de l'escalier d'honneur. Cette phase se terminera normalement en octobre 2019,.

## Tourisme

### Gestion et fonctionnement
Le château de la Mothe-Chandeniers est la propriété de la SAS du même nom depuis le 5 février 2018, date de sa création. Elle réunit Dartagnans, l'association Adopte un château, Dartagnans Développement (dirigé par Dartagnans) et tous les donateurs qui ont souhaité devenir actionnaires à l'issue de la campagne de financement, moyennant un investissement de 1 euro par part.
La SAS a pour objet : « l’acquisition, la détention, l’étude archéologique et de sécurisation d’un château ainsi que sa restauration, son utilisation, sa gestion, sa location et sa valorisation […] ; la gestion du domaine […] ; l’exploitation culturelle de type événementiel (concerts, spectacles, projections de films, ou autres) du château et de son domaine » et la participation à toutes opérations se rapportant directement ou indirectement à ces derniers.
La SAS est dirigée par un président, assisté d'un ou deux directeurs généraux. Elle est dotée également d'un comité stratégique, dont fait partie Philippe Bélaval.

### Animations et exploitations culturelles
Le château a accueilli en août 2018 la première manche de la Drone Racing League, un championnat international de course de drones.

### Fréquentation
Les premières visites ont débuté fin juin 2018. Dans un premier temps, seul le parc est ouvert au public, car les travaux de sécurisation du château ne sont pas terminés.
Nombre de visiteurs par an
| 2018  | 2019   | 2020 |
| ----- | ------ | ---- |
| 4 296 | 15 000 | -    |